# Comuna Budîlka, Lebedîn
Budîlka (în ucraineană Будилка) este o comună în raionul Lebedîn, regiunea Sumî, Ucraina, formată din satele Budîlka (reședința), Cernețke, Dremliuhî, Harbari, Hrabți, Kulîcika, Selîșce și Sofiivka.

## Demografie
Componența lingvistică a comunei Budîlka
     Ucraineană (95,29%)
     Rusă (4,21%)
     Alte limbi (0,19%)
Conform recensământului din 2001, majoritatea populației comunei Budîlka era vorbitoare de ucraineană (95,29%), existând în minoritate și vorbitori de rusă (4,21%).